# L'Île-des-Sœurs
Pour l'entité géographique, voir Île des Sœurs.
L'Île-des-Sœurs est un quartier de référence de l'arrondissement de Verdun de la ville de Montréal, au Québec (Canada). Il est situé sur l'île des Sœurs, une île de l'archipel d'Hochelaga située dans le fleuve Saint-Laurent et dont il occupe la totalité de la superficie.

## Géographie
L'île accueille le pied montréalais du pont Samuel-De Champlain, qui est relié à l'île de Montréal par deux autres ponts, le pont de l'Île-des-Sœurs et le pont Clément.
L'île est un quartier résidentiel à proximité du centre-ville de Montréal. L'urbanisme de l'île est inspirée du concept de "cité jardin". L'île comprend aussi un secteur de bureaux d'affaires et de commerces près de l'accès autoroutier dont le secteur nord de l'île, où siège actuellement le Campus Bell. Les services communautaires sont regroupés autour du centre Elgar, vers le centre de l'île, qui comprend une bibliothèque, un centre communautaire et une église.

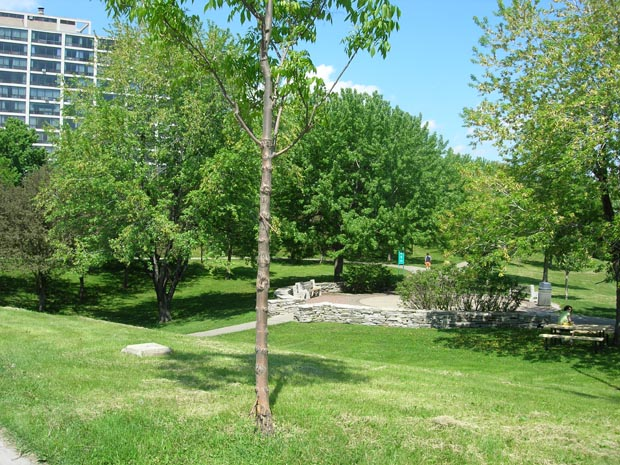
Le parc de West-Vancouver et, en arrière-plan, la première tour d'habitation de Mies van der Rohe.

Le patrimoine architectural de notoriété du quartier inclut trois tours d'habitation et la station-service de l'Île-des-Sœurs conçu par Ludwig Mies van der Rohe.
Le patrimoine naturel comprend le Domaine Saint-Paul, un milieu humide qui accueille une population importante d'oiseaux migrateurs, Le Domaine Saint-Paul a été acheté par l'Arrondissement de Verdun et est maintenant protégé. Les espaces verts aménagés comprennent un golf écologique, une dizaine de parcs de voisinage de taille variable et des aires gazonnées.

## Histoire
D'abord dénommé île Saint-Paul en l'honneur du fondateur de Montréal Paul de Chomedey, sieur de Maisonneuve, l'île fut concédée en 1634 par Jean de Lauzon, futur gouverneur de la Nouvelle-France, comme partie de la vaste seigneurie de La Citière sur la rive sud de Montréal. En 1664, il concède l'île en trois fiefs égaux à trois citoyens marquants de Ville-Marie : Jacques Le Ber, sieur de Saint-Paul et Senneville ; Claude Robutel de Saint-André, sieur de La Noue et Jean de la Vigne. Ce dernier transfère sa portion à Marie Le Ber, sœur de Jacques, en 1668 ; elle le vend ensuite à son frère, et l'île est divisée entre les seigneuries de Saint-Paul et La Noue. 
Les sœurs de la Congrégation de Notre-Dame font acquisition du fief de La Noue en 1706. À la suite de la conquête de la Nouvelle France, l'autre fief est vendu aux enchères en 1769 et les sœurs l'achètent à son tour, devenant seules propriétaires de l'île pendant les prochains 250 ans. Elles sont à l'origine du nom officieux de l'île, attesté depuis le début du XIXe siècle. 
Les sœurs implantent des opérations agricoles et font construire habitations et granges ; elles engagent également des femmes pour les aider avec l'élevage du bétail. À la suite d'une dispute entre la congrégation et la municipalité de Verdun concernant les impôts fonciers, l'île, qui n'a toujours aucun lien fixe avec l'île de Montréal, est érigée en municipalité (L'Île-Saint-Paul) en 1899.
Les sœurs continuent leurs activités agricoles jusqu'en 1956, quand elles vendent l'île à la société Quebec Home and Mortgage; par la suite le gouvernement du Québec la fusionne avec la cité de Verdun. La dénomination d'« île Saint-Paul » ayant passé d'usage, le nom île des Sœurs est officialisé. Les sœurs la quittent à jamais en 1957.
L'ouverture du pont Champlain en 1962 donne le coup d'envoi pour l'urbanisation intensive de l'île, prise en main par la société Metropolitan Structures de Chicago sous un plan directeur de la société américaine Johnson, Johnson & Roy.  En particulier, quatre bâtiments sont signés par l'architecte moderniste proéminent Ludwig Mies van der Rohe : trois tours d'habitation et une station d'essence Esso, qui, classée édifice historique, est aujourd'hui réaffecté comme centre intergénérationnel. Depuis lors, la construction continue presque sans relâche.

## Administration

### Circonscriptions électorales
Comme tout Verdun, l'île des Sœurs fait partie de la circonscription provinciale de Verdun et la circonscription fédérale de Ville-Marie—Le Sud-Ouest—Île-des-Sœurs.

## Démographie
Au cours des 50 dernières années, les recensements de Statistique Canada témoignent de la croissance soutenue du quartier de L'Île-des-Sœurs. En 1971 l'île ne comptait que 3 925 résidents. En 2021, 21 568 personnes y vivent.

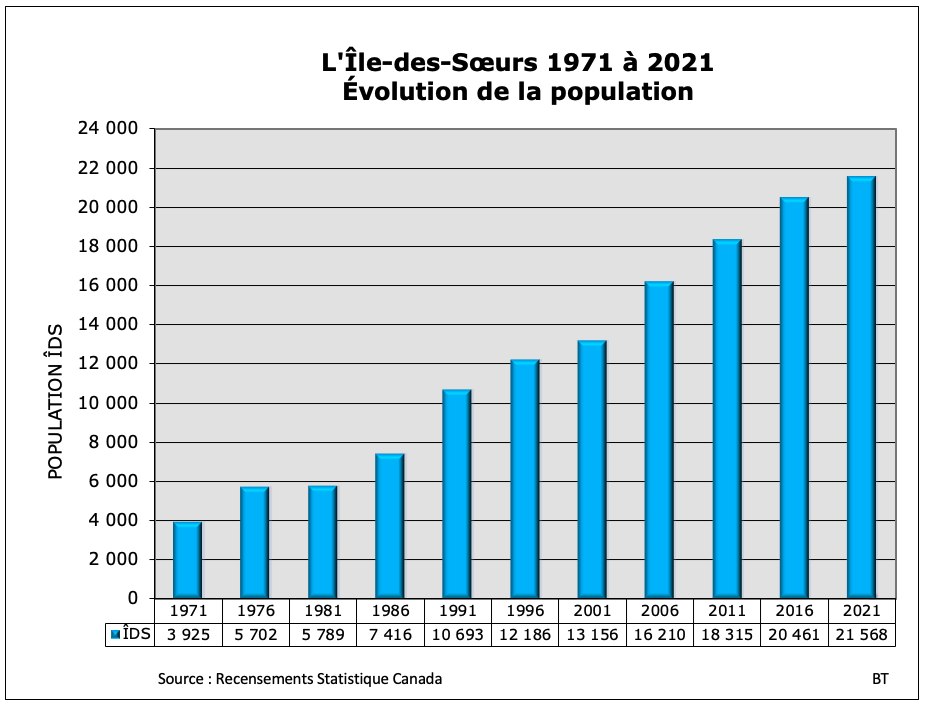
Évolution de la population de L'Île-des-Sœurs de 1971 à 2021.

À titre de comparaison, l'île de Montréal a connu une progression de 1,7 % entre le Recensement de 2006 et celui de 2011. Au cours de cette même période intercensitaire, L'Île-des-Sœurs a vu sa population croître au rythme fulgurant de 13 %.
Alors qu'en 2006, l'Île-des-Sœurs représentait 25 % de l'arrondissement de Verdun, la population de ce quartier poursuit sa progression ascendante pour atteindre 31% en 2021.
En 2021, la population de l'île représente 150 % du décompte officiel de 2001.
Avec l'évolution de grands projets résidentiels comprenant des tours atteignant jusqu'à 44 étages, le développement immobilier poursuit son rythme de croissance dans les secteurs de la Pointe Nord, la Pointe Sud et sur le Chemin du Golf.

## Controverses

### Évolution de la population
Depuis 2005, le maire de Verdun a soutenu que la population ultime de L'Île-des-Sœurs ne dépasserait pas 23 000 personnes. À la séance du Conseil d'arrondissement du mardi 3 mars 2009, à la suite d'une question d'un membre de l'exécutif de l'Association des propriétaires et résidents de L'Île-des-Sœurs (APRIDS), cette information a été confirmée par le maire Claude Trudel. Le procès-verbal de la séance du Conseil d'arrondissement du 1er juin 2010, indique que certains citoyens  ont de nouveau questionné l'exactitude de cette prévision.
En novembre 2010, la prévision passe à 25 000. Le Magazine écrit :
- « Le directeur général de l'arrondissement de Verdun, Gilles Baril, soutient que les prévisions des urbanistes sont exactes et que la population de L'Île-des-Sœurs, au terme de son développement, ne dépassera pas 25 000 habitants. »

- « M. Baril contredit ainsi les affirmations de certains citoyens qui expriment des doutes sur ces prévisions. »

- « Les données de l'arrondissement sont basées sur un taux d'occupation moyen de 1,8 personne par logement et M. Baril affirme que celui-ci est très réaliste. Il explique que les analyses des urbanistes s'appuient sur des données précises, établies sur plusieurs années et constamment actualisées; elles tiennent également compte des différentes catégories de logements que comptent construire les promoteurs. »
- En aout 2020, le maire de verdun dans un reportage de radio-canada, souligne le fait que l'île ne doit pas dépasser les 30 000 habitants.

### La deuxième école
L'emplacement de la deuxième école primaire fait partie des enjeux récents (2011-2015) concernant l'aménagement urbain. L'arrondissement de Verdun proposait un zonage parcellaire afin d'implanter une deuxième école primaire dans le seul parc aménagé de la portion Nord de l'île, soit le parc de la Fontaine. Les défenseurs du patrimoine ont invité les instances décisionnels à considérer un site alternatif pour la construction de cette deuxième école.
En avril 2011, la ministre de l'Éducation, du Loisir et du Sport, Line Beauchamp, annonçait l'octroi de 10,5 millions $  pour la construction de la deuxième école à la condition que l'arrondissement s'engage à fournir le terrain. Au cours des six mois, le maire a présenté le parc de la Fontaine comme étant « le SEUL site disponible »,,. La communauté insulaire s'est mobilisée en formant le Comité de protection du parc de la Fontaine. Il s'ensuivit une vive opposition des 1 570 signataires d'une pétition issus des huit zones contiguës totalisant 1 842 logements ,.

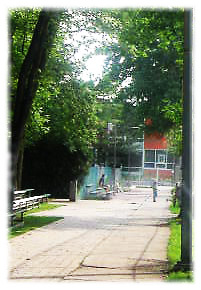
Le parc Elgar, un ancien passage se terminant en cul-de-sac sur une barrière « Frost » derrière laquelle se trouve la plus récente expansion (2008) du bâtiment de l'école primaire L'Île-des-Sœurs.

Au fil des ans, après de multiples agrandissements, le site de la première école, le parc Elgar, a été progressivement envahi pour accueillir les nouveaux locaux et classes. Les résidents acceptent mal que les terrains s'envolent année après année au profit des promoteurs et reprochent aux élus un manque flagrant de planification urbaine citant la « forêt de condos », à titre d'exemple.
Par un vote de 747 voix (trois fois le nombre requis par la loi) lors de la tenue d'un registre le 26 octobre 2011, la grande majorité des électeurs, 28 % a refusé que le parc de la Fontaine subisse le même sort que le parc Elgar, site de la première école. 
Le maire a abandonné son projet controversé plutôt que de tenir un référendum. Selon le maire, il apparaît « antidémocratique que 4 % de la population puisse sceller le sort d'une école ou d'une institution à L'Île-des-Sœurs ou ailleurs ».

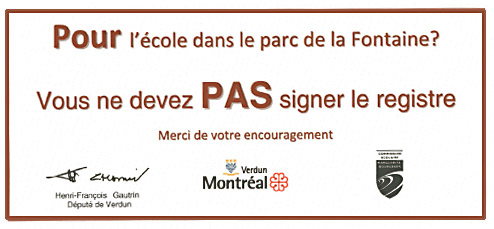
Tract signé par le député provincial, Henri-François Gautrin, l'arrondissement de Verdun et la CSMB et distribué en octobre 2011 aux résidents des zones contiguës quelques jours avant le registre.

Localement, le député provincial de Verdun, Henri-François Gautrin, les élus de l'arrondissement de Verdun et la Commission scolaire Marguerite-Bourgeoys (CSMB) se sont liés dans une campagne concertée demandant à la population de ne pas exercer son droit démocratique lors de la tenue du registre menant au référendum. Les répercussions se sont manifestées jusqu'à l'Assemblée nationale du Québec.
À la demande conjointe du maire Claude Trudel et de Gérald Tremblay et appuyé par le député libéral Henri-François Gautrin, c'est en juin 2012 qu'une modification de l'article 89.1 de la Charte de la Ville de Montréal est amendée pour y inclure la mention « établissement d'enseignement public » (une école primaire ou secondaire). Le dossier est piloté par le ministre libéral des Affaires municipales, des Régions et de l'Occupation du territoire, Laurent Lessard.